# Kelps Lima
Kelps Lima (Natal, 16 de março de 1972) é um advogado, comentarista e político brasileiro. Foi eleito deputado estadual do Rio Grande do Norte por três mandatos. Atualmente, é dirigente partidário do Solidariedade no Rio Grande do Norte.

## Carreira
É graduado em Direito, tem pós-graduação em gestão pública e mestre em políticas públicas pela Universidade Federal do Rio Grande do Norte. 
Em 2010, Kelps foi candidato a deputado estadual e teve 29.956 votos, garantindo a primeira suplência do seu partido. Em 2014, foi eleito deputado estadual sendo o quarto mais votado do Rio Grande do Norte com 59.619 votos. Foi reeleito para o segundo mandato em 2018 com 33.819 votos.
Em outubro de 2022 foi candidato a Deputado Federal e obteve 79.025 mil votos, sendo o mais votado do seu partido e o 8º mais votado da eleição geral. Não foi eleito porque seu partido não atingiu o quociente eleitoral.

## Desempenho em Eleições
| Ano  | Eleição                         | Partido       | Cargo             | Votos  | %                 | Resultado  | Ref   |
| ---- | ------------------------------- | ------------- | ----------------- | ------ | ----------------- | ---------- | ----- |
| 2010 | Estadual do Rio Grande do Norte | PR            | Deputado Estadual | 29.956 | 1,74%             | Suplente   | [ 2 ] |
| 2014 | Estadual do Rio Grande do Norte | Solidariedade | Deputado Estadual | 59.619 | 3,59%             | Eleito     | [ 3 ] |
| 2016 | Municipal de Natal/RN           | Solidariedade | Prefeito          | 47 576 | 13,37% (2º Lugar) | Não Eleito | [ 6 ] |
| 2018 | Estadual do Rio Grande do Norte | Solidariedade | Deputado Estadual | 33.819 | 2,01%             | Eleito     | [ 4 ] |
| 2020 | Municipal de Natal/RN           | Solidariedade | Prefeito          | 20.190 | 5,87% (4º Lugar)  | Não Eleito | [ 7 ] |
| 2022 | Estadual do Rio Grande do Norte | Solidariedade | Deputado Federal  | 79.025 | 4,23%             | Não Eleito | [ 8 ] |